# Mazingo (Mandrehe Barat)
Mazingo is een bestuurslaag in het regentschap Nias Barat van de provincie Noord-Sumatra, Indonesië. Mazingo telt 548 inwoners (volkstelling 2010).